# مايكل بايرنز
مايكل بايرنز (بالإنجليزية: Michael Byrnes)‏ (3 مايو 1970 في الولايات المتحدة)؛ كاتب وروائي أمريكي.